# Tart Neenish
Tart Neenish hay bánh neenish là một loại bánh tart được làm từ pastry và nhân bao gồm kem gelatin ngọt, kem bơ, đường bột, hoặc hỗn hợp chanh và sữa đặc, với lớp kem khô trên mặt bánh tart có hai màu. Việc thêm một lớp mứt mâm xôi là một biến thể của công thức phổ biến này. Các màu được sử dụng thường là sự kết hợp của màu nâu, trắng và hồng. Chúng hầu như chỉ có kích thước như những phần ăn riêng lẻ, 60–80mm trong đường kính. Món bánh tart này ban đầu được tạo ra ở Úc và chủ yếu được tìm thấy ở đó, bên cạnh New Zealand và Quần đảo Falkland.

## Lịch sử
Đến nay, vẫn chưa rõ về nguồn gốc của tên gọi "neenish". Một bài báo trong tờ Sydney Morning Herald gán cái tên này cho một người phụ nữ có tên là Ruby Neenish, nhưng điều này sau đó được tiết lộ là một trò đùa. Các tên thay thế như nenische (năm 1929) và nienich (năm 1935) gợi ý nguồn gốc từ Đức, mặc dù neenish đã được biết đến trước các tên thay thế, gợi ý những tên này những cái tên nhằm mang lại hương vị "lục địa" cho bánh tart.
"Bánh Nenish" xuất hiện trên các quảng cáo của báo Sydney vào đầu năm 1895, và một tài liệu tham khảo về bánh tart neenish được tìm thấy trong một công thức trong tờ tạp chí The Sydney Mail vào tháng 11 năm 1901. Một công thức được xuất bản trong tờ Daily Telegraph ở Launceston vào tháng 1 năm 1903 rất giống nhau. Cả hai công thức đều sử dụng một loại bánh ngọt làm từ hạnh nhân và nhân bao gồm "sữa trứng rất đặc và sữa được làm đặc bằng bột ngô". Mặt trên của bánh bao gồm cà phê và kem vani chia làm hai nửa bằng nhau. Một công thức in ban đầu khác là trong Miss Drake's Home Cookery xuất bản năm 1929, yêu cầu phần nhân kem với gelatin và christabelle màu hồng và lớp kem trắng bên trên. Một công thức năm 1932 trong Miranda's Cook Book yêu cầu nhân sữa trứng, sôcôla và kem trắng.

## Biến thể
Phiên bản bánh tart có hương vị chanh quen thuộc nhất với người dân New Zealand được tìm thấy trong cuốn sách Edmonds Cookery Book. Nó bao gồm một loại nhân làm từ bơ, đường bột, sữa đặc và nước cốt chanh, đặt trong một lớp vỏ bánh ngọt ngắn và phủ một nửa lớp kem trắng và một nửa lớp kem sô cô la (thêm cacao).
Ở Úc, từ "tart dứa" thường đề cập đến một biến thể của Tart Neenish, với phần mứt dứa mứt bên dưới nhân và kem chanh dây.